# Växtvävnadsodling
Växtvävnadsodling är en samling tekniker som används för att vidmakthålla eller odla växtceller, vävnader eller organ under sterila förhållanden på ett tillväxtmedium av känd sammansättning. Växtvävnadsodling är allmänt förekommande för att producera kloner av växter enligt en metod som är känd som mikropropagation. Olika tekniker i odling av växtvävnad kan ge vissa fördelar jämfört med traditionella metoder för reproduktion, inklusive:
- Produktion av exakta växtkopior som producerar särskilt bra blommor, frukter, eller har andra önskvärda egenskaper.
- Att snabbt producera mogna plantor.
- Producera många plantor i avsaknad av frön eller nödvändiga pollinatörer för att producera frön.
- Regenerering av hela plantor från växtceller som har blivit genetiskt modifierade.
- Produktion av plantor i sterila container som tillåter dem att förflyttas med kraftigt reducerad risk för att sprida sjukdomar, skadedjur och sjukdomsalstrande bakterier.
- Produktion av plantor från frön som annars har väldigt liten chans att gro och växa, till exempel orkidéer och kannrankor.
- Befria vissa plantor från visur och andra infektioner och snabbt föröka dessa plantor som ”renodlade sorter”  för hortikultur och jordbruk.

Växtvävnadskultur bygger på förhållandet att många växtceller har förmåga att återskapa en hel planta, så kallad (totipotens). Enskilda celler, växtceller utan cellvägg (protoplast), delar av blad, eller (mindre vanligt) rötter kan ofta användas för att skapa en ny växtplanta på ett odlingsmedium som har erforderliga näringsämnen och växthormon.

## Teknik
Modern växtvävnadsodling görs under aseptiska förhållanden med användning av filtrerad luft från en laminärflödesskåp. Naturligt levande växtmaterial  är normalt förorenat på ytan (och ibland de inre delarna) med mikroorganismer, så ytsterilisering av utgångsmaterialet (explantatet) i kemiska lösningar (vanligtvis natriumhypoklorit, kalciumhypoklorit eller kvicksilverklorid) krävs. Kvicksilverklorid används sällan som steriliseringsmedel idag, om inte andra steriliseringsmedel befinns vara ineffektiva, eftersom det är farligt att använda, och svårt att göra sig av med. Explantat placeras därefter vanligtvis på ytan av ett fast odlingsmedium, men placeras ibland direkt i ett flytande medium, särskilt när cellsuspensionskulturer önskas. Fasta och flytande medier består i allmänhet av oorganiska salter med några organiska näringsämnen, vitaminer och växthormoner. Fasta medium framställs från flytande medium med tillsats av ett förtjockningsmedel, vanligtvis renat agar.

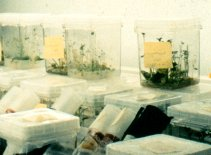
Växtvävnadsodling in vitro av explantat av potatis.

Sammansättningen av mediet, särskilt växthormoner och kvävekällan (nitrat kontra ammoniumsalter eller aminosyror) har djupgående effekter på morfologin hos de vävnader som växer från det ursprungliga explantatet. Till exempel ger ett överskott av auxin ofta en ökad tillväxt av rötter, medan ett överskott av cytokinin kan ge bättre skottbildning. En blandning av både auxin och cytokinin kommer ofta att ge en oorganiserad tillväxt av celler, eller callus, men tillväxtens morfologi beror på växtarten samt på odlingsmediets sammansättning. När kulturerna växer skärs bitar vanligtvis av och förs över till nya medier (subkultiveras) för att möjliggöra tillväxt eller för att ändra kulturens morfologi. Kompetens och erfarenhet är viktigt vid bedömning av vilka delar som ska odlas och vilka som ska kastas.
Vissa odlade vävnader är långsamma i sin tillväxt. För dem skulle det finnas två alternativ: (i) Optimera odlingsmediet, (ii) Odling sunt och kraftigt växande vävnader eller sorter.
Nekros kan förstöra odlade vävnader. Generellt växter sorter är olika i vävnadskultur nekros. Således, genom att odla sunt och kraftigt växande sorter (eller vävnader) det kan hanteras.
När skott växer fram ur en kultur kan de skäras av och rotas med auxin för att producera småplantor som, när de är mogna, kan föras över till krukväxtjord för ytterligare tillväxt i växthus som vanliga normala växter.
Den här artikeln är helt eller delvis baserad på material från engelskspråkiga Wikipedia, Plant tissue culture, 6 mars 2013.